# ناصيف اليازجي
ناصيف بن عبد الله بن ناصيف بن جنبلاط بن سعد اليازجي (25 مارس 1800 - 8 فبراير 1871)، أديب وشاعر لبناني ولد في قرية كفر شيما، من قرى الساحل اللبناني في 25 آذار سنة 1800م في أسرة اليازجي التي نبغ كثير من أفرادها في الفكر والأدب، وأصله من حمص.
لعب دورًا كبيرًا في إعادة استخدام اللغة الفصحى بين العرب في القرن التاسع عشر، عمل لدى الأسرة الشهابية كاتبًا وشارك في أول ترجمة الإنجيل والعهد القديم إلى العربية في العصر الحديث. درّس في بيروت.

## ناصيف وأسرته
كانت أسرة ناصيف اليازجي في بداية القرن السابع عشر تقطن قرى حوران فهاجر أفراد منها إلى مدينة حمص وراحوا يكتبون للولاة والحكام فأطلق عليهم اسم الكاتب وهو بالتركية (اليازجي). وفي أواخر القرن السابع عشر هاجر أفراد من هذه الأسرة الكبيرة إلى غربي لبنان وعلى رأسهم سعد اليازجي، فأصبح كاتباً للأمير أحمد المعني آخر حاكم للبنان من المعنيين، ونال حظوة عنده فلقبه «بالشيخ» لوجاهته وعلمه، وأصبح هذه اللقب يدور مع أفراد الأسرة. خلال القرن الثامن عشر كتب آل اليازجي للأمراء الأرسلانيين والشهابيين. وكان عبد الله اليازجي والد ناصيف كاتباً للأمير حيدر الشهابي في قرية كفرشيما.
نشأ ناصيف ميالاً إلى الأدب والشعر، وأقبل على الدرس والمطالعة بنفسه، وتصفّح ما تصل إليه يده من كتب النحو واللغة ودواوين الشعراء، ونظم الشعر وهو في العاشرة من عمره، ولم تكن الكتب المطبوعة ميسّرة في عصره فكان جل اعتماده على كتب يستعيرها من المكتبات الخاصة، فمنها ما يقرأها مرة فيحفظ زبدتها ومنها ما ينسخها بخط يده.
تلقى ناصيف تعليمه على يد والده في بادية الأمر ثم أكمله على يد راهب ماروني. كما أنه كان شاعراً زجالاً. كما أنه كان خطاطاً ماهراً ولشدة مهارته دعاه البطريك أغناطيوس ليكتب له في دير القرقفة قرب كفرشيما. ازدادت شهرته بعد ذلك فاستدعاه الأمير بشير الشهابي الكبير حاكم لبنان وجعله من كتاب ديوانه، فلبث في خدمته اثنتي عشرة سنة، ولما كانت سنة 1840 م وهي السنة التي خرج فيها الأمير بشير من لبنان إلى منفاه انتقل ناصيف اليازجي بأهل بيته إلى بيروت فأقام بها وتفرغ للمطالعة والتأليف والتدريس ونظم الشعر ومراسلة الأدباء فذاع صيته واشتهر ذكره.
عاد اليازجي إلى بيروت عام 1840 بعد أن أُرغم الأمير الشهابي على مغادرة البلاد، فاتصل بالمرسلين الأمريكيين يصحح مطبوعاتهم ولاسيما الكتاب المقدس الذي كان باشر بترجمته الدكتور إلي سميث وكرنيليوس فانديك. ودخل عضواً في الجمعية السورية وهي إذ ذاك أشبه ما تكون بمجمع علمي، فالتف حوله الكثير ليفيدوا من معرفته المدهشة للعربية ومن ثقافته الواسعة في النحو والبيان، فتتلمذوا عليه وجعله الأمريكان أستاذاً في مدارسهم وسار ذكره في البلاد العربية قاطبة وراسله كبار الشعراء.
عام 1863 استقدم بطرس البستاني ناصيف اليازجي للتعليم في المدرسة الوطنية التي افتتحها في بيروت واشتغل معه بتصحيح الجزء الأول من كتاب (محيط المحيط)، ولما أنشئت المدرسة البطريكية كان ناصيف من أساتذتها المبرزين، وكان يقوم بالتدريس في المدرستين المذكورتين معاً، وبعد مدة دعي إلى التدريس في الكلية الإنجيلية السورية (الجامعة الأمريكية في بيروت فيما بعد)، فدرس فيها اللغة العربية وآدابها، وصنف مجموعة من المؤلفات اللغوية التعليمية تعد بدء بعث اللغة العربية الفصحى في العصر الحديث.

## ناصيف واللغة العربية
أخذ ناصيف اليازجي على نفسه تهذيب اللغة، وعمل على تقريب متناولها فحببها إلى القلوب وأصبح من محركي الحركة القومية العربية، إذ حمل الناس على المساهمة في إحياء تراث اللغة ونشره، وكان ناصيف يحاول مجاراة العرب الأقدمين في مؤلفاته كما يعتبر ناصيف من أعلام بداية عصر النهضة العربية في القرن التاسع عشر ميلادي.
اشترك الشيخ ناصيف اليازجي مع الدكتور كرنيليوس فانديك والمعلم بطرس البستاني والشيخ يوسف الأسير الأزهري في ترجمة الكتاب المقدس من اللغة الأصلية إلى اللغة العربية. تمت الترجمة بأكملها في 23 أغسطس 1864، وتم طبعه بالكامل في 29 مارس سنة 1865. اشترك في إنجاز فهرست الكتاب المقدس حيث ظهرت الطبعة الأولى للكتاب المقدس باللغة العربية في 29 مارس سنة 1865، وأما فهرست الكتاب المقدس فقد ظهرت الطبعة الأولى منه في عام 1875.

## وفاته
أنقطع إلى التأليف والتدريس في الثلاثين سنة الأخيرة من عمره.
ظل ناصيف اليازجي يدرس ويعلم ويؤلف حتى أصيب بفالج شل شطره الأيسر سنة 1869م، وفي أثناء مرضه أصيب بفقد ابنه حبيب اليازجي بكر أولاده وهو بعد في شرخ الشباب، فمات بعده بقليل متأثراً من شدة حزنه عليه حيث لم يعش بعد ذلك إلا أربعين يوماً وكانت وفاته في 8 فبراير سنة 1871 م.

## مؤلفات
ترك ناصيف اليازجي مؤلفات متعددة شملت الصرف والنحو والبيان واللغة والمنطق والطب والتاريخ، كما ترك ديواناً شعرياً متنوع الموضوعات، ومراسلات شعرية ونثرية.
و منها:
- نار القرى في شرح جوف الفرا في الصرف والنحو.
- فصل الخطاب في أصول لغة الأعراب  وهي رسالة في التوجيهات النحوية.
- عقد الجمان في علم البيان .
- مجمع البحرين وهو يشتمل على ستين مقامة على غرار مقامات الحريري وبديع الزمان الهمداني.
- ديوان ناصيف اليازجي.
- طوق الحمامة.
- قطب الصناعة في أصول المنطق والتذكرة في أصول المنطق.
- الحجر الكريم في الطب القديم.
- فاكهة الندماء في مراسلات الأدباء.
- رسالة تاريخية في أحوال لبنان في عهده الإقطاعي.
- العرف الطيب في شرح ديوان أبي الطيب. هذبه وأكمله ابنه إبراهيم اليازجي.

## وصلات خارجية
- ناصيف اليازجي على موقع الموسوعة البريطانية (الإنجليزية)
- بوابة الشعراء : ديوان ناصيف اليازجي